# Julia Childová
Julia Childová, nepřechýleně Julia Child, rodným jménem Julia Carolyn McWilliams (15. srpna 1912, Pasadena, USA – 13. srpna 2004, Montecito, USA) byla americká kuchařka, propagátorka francouzské kuchyně, autorka knih o vaření a moderátorka televizních kulinářských pořadů.

## Život
Narodila se 15. srpna 1912 v Pasadeně v Kalifornii v rodině podnikatele Johna McWilliamse, Jr. a jeho ženy Julie Carolyn Westonové, dcery Byrona Westona, zakladatele papírenské společnosti Weston Paper Company. Byla nejstarší ze tří dětí, měla bratra Johna a sestru Dorothy. Po dokončení základního a středního vzdělání pokračovala ve vysokoškolském studiu na Smith College v Northamptonu v Massachusetts, kde v roce 1934 získala diplom z angličtiny. Od mládí se věnovala též sportu, zejména tenisu, golfu a basketbalu, kde mohla uplatnit svoji výšku (1,88 m). Julia vyrostla na stravě, která se podávala v jejich rodině a která se řídila kulinářskými zvyklostmi Nové Anglie, odkud pocházela její matka. O vaření se příliš nezajímala až do doby, kdy potkala svého budoucího manžela Paula, který pocházel z rodiny s velkým zájmem o gastronomii.
Po ukončení univerzitních studií odešla do New Yorku, kde pracovala jako kreativní textařka v reklamním oddělení nábytkářské firmy
 W. & J. Sloane. Do Kalifornie se vrátila v roce 1937 a čtyři roky psala pro místní tisk a spolupracovala s charitativní organizací Junior League v Pasadeně.
Druhá světová válka
Julia se během války zapojila do činnosti Office of Strategic Services (OSS), americké vojenské zpravodajské služby, jejímž úkolem byl sběr a analýza informací o zemích, které byly ve válce proti USA. Pracovala nejdříve ve Washingtonu a v roce 1944 byla poslána do Kandy na Cejlonu (nyní Srí Lanka) a později do Kchun-mingu v Číně. Tam se seznámila s Paulem Cushingem Childem, též pracovníkem OSS. Oddáni byli 1. září 1946 v Lumberville v Pensylvánii, potom se přestěhovali do Washingtonu. Paul Cushing Child pocházel z New Jersey a jako umělec a básník žil delší dobu v Paříži. Po válce nastoupil do diplomatických služeb (United States Foreign Service).
Poválečné období
V roce 1948 se manželé přestěhovali do Paříže, kde byl Paul C. Child pověřen prací pro USIA, vládní informační agenturu USA. Zde se Julia Childova poprvé seznámila s francouzskou kuchyní a postupně pronikala do jejích tajů a zvyklostí. Pár neměl žádné děti a Julia věnovala svůj čas péči o manžela, domácnost a vaření. V Paříži navštěvovala známou školu vaření „Le Cordon Bleu“ a studovala soukromě u Maxe Bugnarda a dalších mistrů kuchařů. Stala se členkou dámského klubu vaření „Le Cercle des Gourmettes“, jehož prostřednictvím se seznámila se Simone Beckovou a Louisette Bertholleovou. V roce 1951 pak začaly vyučovat americké ženy vaření v pařížské kuchyni Julie Childové a svoji netradiční školu nazvaly „L' école des trois gourmandes“ (Škola třech milovníc jídla). Jejich spolupráce pak vyústila v napsání dvoudílné kuchařské knihy Mastering the Art of French Cooking. Julia cestovala po Evropě, ověřovala a publikovala vyzkoušené recepty. Po návratu do vlasti se s manželem usadili v Cambridge ve státě Massachusetts. Do Francie se ale příležitostně vraceli do domu v kopcích nad Cannes, který nechala postavit Julia v roce 1963. Věnovala ho spoluautorce obou dílů Mastering the Art of French Cooking Simone Beckové a jejímu manželovi Jeanu Fischbacherovi.
V roce 1961 vyšla v nakladatelství Alfred A. Knopf její první kniha s kulinářskou tematikou Mastering the Art of French Cooking, která se velmi dobře prodávala a vzbudila v Americe velký zájem o francouzskou kulturu a gastronomii. Po jejím úspěchu začala Julia Childová psát články do pravidelné rubriky v novinách The Boston Globe, stala se protagonistkou mnoha televizních pořadů o vaření, k nimž vydala další kuchařské knihy. V roce 1970 vyšel 2. díl Mastering the Art of French Cooking, po němž následovala televizní show, ve které Julia vařila podle uveřejněných receptů. Jejím blízkým spolupracovníkem při televizních pořadech i psaní kuchařských knih se stal mezinárodně uznávaný francouzský kuchař Jacques Pépin. Její manžel Paul navrhl zařízení její kuchyně v televizním studiu, přizpůsobené její vysoké postavě, pořizoval fotografickou dokumentaci do jejích kuchařských knih a staral se o uspořádání obsáhlé sbírky receptů.
Poslední roky a závěr života
Paul C. Child byl o 10 let starší než jeho žena Julia a zemřel v roce 1994 po sérii záchvatů v pečovatelském domě, kam byl umístěn v roce 1989. V roce 2000 obdržela Julia Childová nejvyšší francouzské státní vyznamenání Ordre national de la Légion d'honneur (Řád čestné legie) a byla jmenována členkou American Academy of Arts and Sciences. Julia Childová se v roce 2001 přestěhovala do domova důchodců, svůj dům, ve kterém žila více než čtyřicet let i s kanceláří věnovala Smith College, která později dům prodala. Zařízení její kuchyně z televizní show, doplněné později o její kultovní měděné kuchyňské nádobí je umístěno v National Museum of American History, patřícím pod Smithsonian Institution ve Washingtonu. Její poslední knihou byla autobiografie My Life in France, kterou spolu s ní sestavil její prasynovec, spisovatel Alex Prud'homme a která vyšla posmrtně v roce 2006.
Julia Childová zemřela na selhání ledvin 13. srpna 2004 v Montecito v Kalifornii, 2 dny před svými 92. narozeninami. Na její počest byl pojmenován kultivar růže Julia Child, známý pro své žluté květy.

## Dílo

### Knihy o vaření (výběr)
- 1961 Mastering the Art of French Cooking (se Simone Beckovou a Louisette Bertholleovou)
- 1970 Mastering the Art of French Cooking, Volume Two (se Simone Beckovou)
- 1984 Julia Child and More Company
- 1989 The Way To Cook
- 1996 Baking with Julia
- 2000 Julia's Kitchen Wisdom

### Autobiografie
- 2006 My Life in France

česky vyšlo
- 2014 Umění francouzské kuchyně : světoznámá bible kulinářského umění, základní příručka všech milovníků francouzské kuchyně, 1. díl (Mastering the Art of French Cooking ), spolu se Simone Beckovou a Louisette Bertholleovou, přeložil Jan Sládek, Jota, Brno, ISBN 978-80-7462-441-4
- 2015 Umění francouzské kuchyně ..., 2. díl (Mastering the Art of French Cooking, Volume Two) spolu se Simone Beckovou, přeložil Jan Kozák, Jota, Brno, ISBN 978-80-7462-866-5
- 2016 Můj život ve Francii (My Life in France) s Alexem Prud'hommem, Jota, Brno, ISBN 978-80-7462-982-2

### Televizní pořady (výběr)
- 1963–1973 The French Chef
- 1978–1979 Julia Child & Company'
- 1983–1985 Dinner at Julia's
- 1989 The Way To Cook (6 hodinových videokazet)
- 1992 A Birthday Party for Julia Child: Compliments to the Chef
- 1993 Cooking In Concert: Julia Child & Jacques Pépin
- 1993–1994 Cooking with Master Chefs: Hosted by Julia Child (16 epizod)
- 1994–1996 In Julia's Kitchen with Master Chefs (39 epizod)
- 1996–1998 Baking with Julia (39 epizod)
- 1999–2000 Julia & Jacques Cooking at Home (22 epizod)
- 2000 Julia Child's Kitchen Wisdom (dvouhodinový speciál)

## Julia Childová v médiích

### Film
- 2009 Julie a Julia, americký film režisérky a scenáristky Nory Ephronové natočený podle autobiografické knižní předlohy My Life in France Alexe Prud'hommea a monografie Julie Powellové Julie & Julia – můj rok nebezpečného vaření. Julii Childovou ztvárnila Meryl Streepová, Julii Powellovou si zahrála Amy Adamsová.

### Divadlo
- 1989 Bon Appétit!, jednoaktová opera amerického skladatele Lee Hoibyho, jejíž libreto vzniklo na základě jedné z epizod televizního pořadu o vaření The French Chef. Julii Childovou ztvárnila muzikálová herečka Jean Stapletonová

## Nadace Julie Childové
V roce 1995 Julia Childová založila vlastní charitativní nadaci The Julia Child Foundation for Gastronomy and Culinary Arts pro získávání grantů na podporu a rozvoj gastronomie a kulinářského umění ve světě. Z Massachusetts se sídlo nadace přesunulo do Santa Barbary v Kalifornii.  Po Juliině smrti v roce 2004, nadace poskytuje granty neziskovým organizacím a na svých stránkách zveřejňuje jejich příjemce s popisem organizace a poskytnutého grantu. Jedním z příjemců je například Heritage Radio Network, nezávislá nezisková společnost celosvětově působící v oblasti potravin, nápojů a zemědělství.

## Ocenění (výběr)
- 1965: Peabody Award for Personal Award for The French Chef
- 1966: Emmy for Achievements in Educational Television- Individuals for The French Chef
- 1980: U.S. National Book Awards for Current Interest (hardcover) for Julia Child and More Company
- 1996: Daytime Emmy Award for Outstanding Service Show Host for In Julia's Kitchen with Master Chefs
- 2001: Daytime Emmy Award for Outstanding Service Show Host for Julia & Jacques Cooking at Home

## Galerie

Julia Childová v televizním kuchařském kurzu
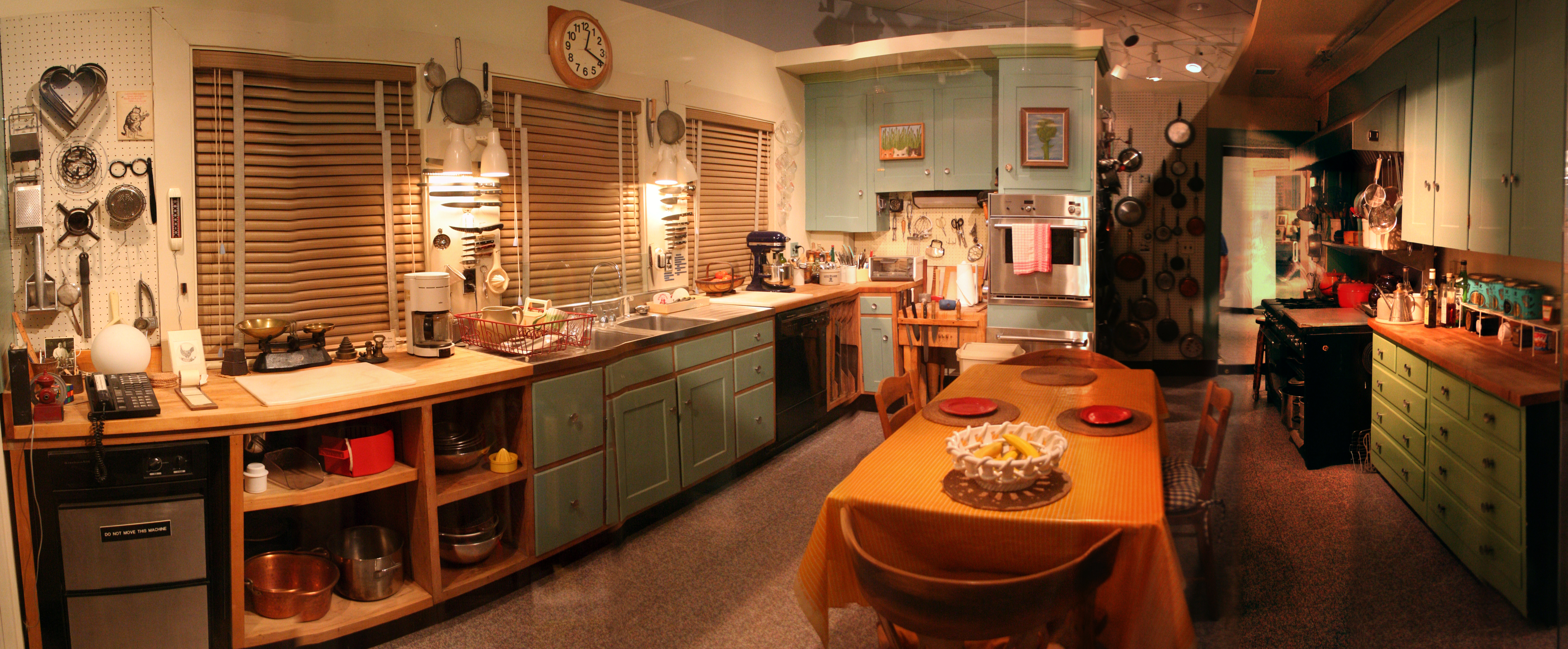
Kuchyně Julie Childové z televizní kulinářské show
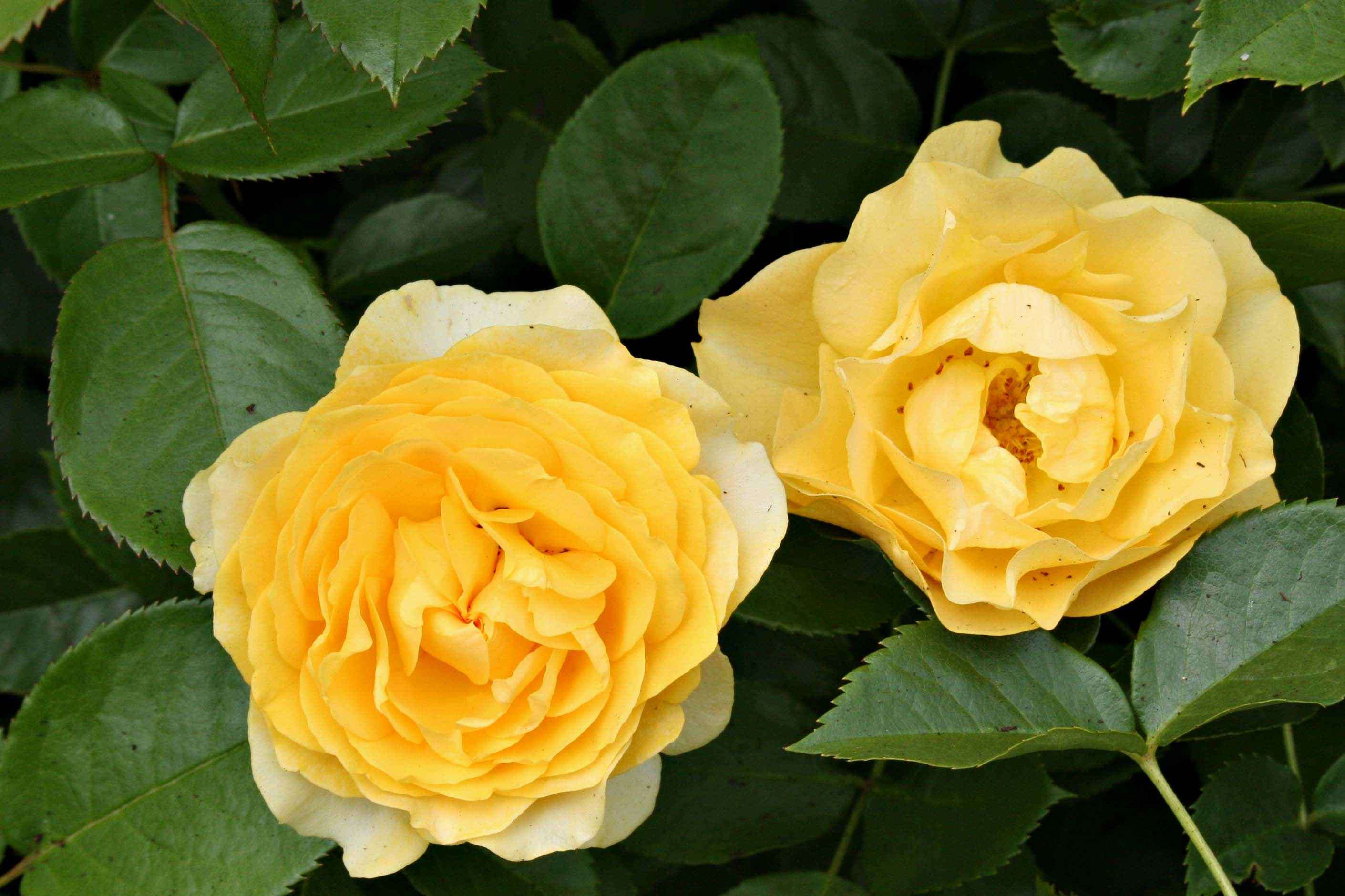
Kultivar růže Julia Child